# Nombre étoilé

Le 5e nombre étoilé vaut 121, comme somme de 61 (le 5e nombre hexagonal centré) et de 60 (six fois le 4e nombre triangulaire).

En mathématiques, un nombre étoilé est un nombre figuré polygonal centré comptant des points régulièrement répartis dans un hexagramme, à la façon dont sont réparties les cases du plateau des dames chinoises.
Le n-ième nombre étoilé {\displaystyle E_{n}} est obtenu en répartissant les points dans l'hexagone central comme pour le n-ième nombre hexagonal centré (ayant {\displaystyle n} points sur les côtés extérieurs) : {\displaystyle C_{6,n}=1+6T_{n-1}}, et les 6 triangles extérieurs comme pour le (n – 1)-ième nombre triangulaire ayant {\displaystyle n-1} points sur ses côtés : {\displaystyle T_{n-1}=n(n-1)/2}.  On a donc :
Ce nombre est égal au n-ième nombre dodécagonal centré :{\displaystyle E_{n}=C_{12,n}}.
Les 25 premiers nombres étoilés sont 1, 13, 37, 73, 121, 181, 253, 337, 433, 541, 661, 793, 937, 1 093, 1 261, 1 441, 1 633, 1 837, 2 053, 2 281, 2 521, 2 773, 3 037, 3 313 et 3 601 (suite A003154 de l'OEIS). Cette suite d'entiers est de période 25 modulo 100 et de période 3 modulo 9.
Il existe une infinité d'indices {\displaystyle n} pour lesquels le n-ième nombre étoilé est triangulaire (suite A003154 de l'OEIS) et une infinité pour lesquels il est carré (suite A054318 de l'OEIS). Dans les deux cas, ce sont les solutions d'une équation diophantienne. Les trois premiers nombres étoilés triangulaires sont E1 = 1 = T1, E7 = 253 = T22 et E91 = 49 141 = T313 et les trois premiers nombres étoilés carrés sont E1 = 12, E5 = 121 = 112 et E45 = 11 881 = 1092.
Les dix plus petits nombres étoilés premiers sont 13, 37, 73, 181, 337, 433, 541, 661, 937 et 1 093 (suite A083577 de l'OEIS).

## Généralisation
La notion peut être généralisée à des polygrammes quelconques . Le nombre étoilé associé à un polygramme d'ordre {\displaystyle k} est défini comme le {\displaystyle n}-ième nombre {\displaystyle k}-gonal centré auquel on ajoute {\displaystyle k} copies du ({\displaystyle n-1})-ième nombre triangulaire. 
On a donc :
Ce nombre est donc égal au {\displaystyle n}-ième nombre 2{\displaystyle k}-gonal centré.